# 姜应凤
姜應鳳（?—?），字太阿，慈溪（今宁波市江北区）人。
姜應麟之弟，“博学，工书法”。與羅廩齊名。